# Uche Eke
Uche Devon Eke, né le 12 août 1997 dans le Maryland aux États-Unis, est un gymnaste artistique nigérian.

## Carrière
Uche Eke remporte la médaille d'or au cheval d'arçons et la médaille de bronze aux barres parallèles aux Jeux africains de 2019 à Rabat,.
Il obtient la médaille de bronze du concours général individuel aux Championnats d'Afrique de gymnastique artistique 2021, se qualifiant ainsi pour les Jeux olympiques de Tokyo, une première dans l'histoire de la gymnastique nigériane.